# Voi châu Á
Voi châu Á (danh pháp hai phần: Elephas maximus) trước đây được gọi là voi Ấn Độ là loài voi phân bố ở vùng châu Á. Đây là loài động vật có vú có kích thước lớn nhất tại châu Á còn tồn tại đến ngày nay.

## Đặc điểm
Chúng nhỏ hơn loài voi châu Phi. Voi châu Á có kích thước chiều cao từ 2 đến 4 mét (7–12 ft) và cân nặng 3.000-5.000 kilôgam (6.500-11.000 pound). Cách dễ nhất để phân biệt hai loài này là tai voi châu Á nhỏ hơn.
Voi châu Á cũng khác voi châu Phi ở chỗ lưng chúng còng hơn, đầu của chúng có khối u chứ không thuôn như voi châu Phi, chúng chỉ có một "ngón tay" ở đầu vòi có thể cầm nắm được thay vì hai "ngón" đối với loài voi châu Phi. Ở dưới chân voi châu Á có bốn móng ở chân sau thay vì ba móng và 19 cặp xương sườn thay vì 21 cặp ở voi châu Phi. Ngoài ra, không giống như voi châu Phi, voi cái châu Á không có ngà.

## Các phân loài
Elephas maximus là loài duy nhất trong chi Elephas còn tồn tại; tuy nhiên Elephas recki đã từng là loài lớn hơn, mặc dù ngày nay đã tuyệt chủng.
Có 4 phân loài voi châu Á:
- Voi Ấn Độ (tên khoa học: Elephas maximus indicus): Tồn tại trong các khu vực riêng rẽ ở miền nam Ấn Độ, chân núi Himalaya, và tây bắc Ấn Độ; chúng cũng sống ở miền nam Trung Quốc, Myanmar, Thái Lan, Campuchia và bán đảo Malaysia. Phần lớn voi đực của phân loài này có ngà.
- Voi Sri Lanka (tên khoa học:Elephas maximus maximus ): Chỉ tìm thấy ở Sri Lanka. Chúng có hộp sọ lớn hơn khi so sánh với kích thước cơ thể, và nói chung có các khu vực da bạc màu trên trán và phía trước của vòi. Rất hiếm voi Sri Lanka có ngà, thậm chí cả ở voi đực. Con đực có thể cao tới 3,5 mét, tính từ vai.
- Voi Sumatra (tên khoa học:Elephas maximus sumatrensis ): Chỉ tìm thấy ở Sumatra. Chúng là phân loài nhỏ thứ hai, chỉ cao từ 1,7 đến 2,6 mét tính từ vai. Đôi khi chúng được gọi là "voi bỏ túi" vì kích thước nhỏ của chúng.
- Voi Borneo (tên khoa học: hay voi Phischmy) (Elephas maximus borneensis): tìm thấy ở miền bắc Borneo (đông Sabah và cực bắc Kalimantan). Chúng nhỏ hơn tất cả các phân loài kể trên. Chúng có tai to hơn, a đuôi dài hơn và ngà thẳng hơn các phân loài khác. Các thử nghiệm di truyền trong năm 2003 cho thấy tổ tiên của chúng đã tách ra khỏi quần thể ở đại lục khoảng 300.000 năm trước.
- Quần thể voi ở Việt Nam và Lào hiện tại đang được kiểm tra xem có phải là phân loài thứ năm hay không.

## Lịch sử và tôn giáo

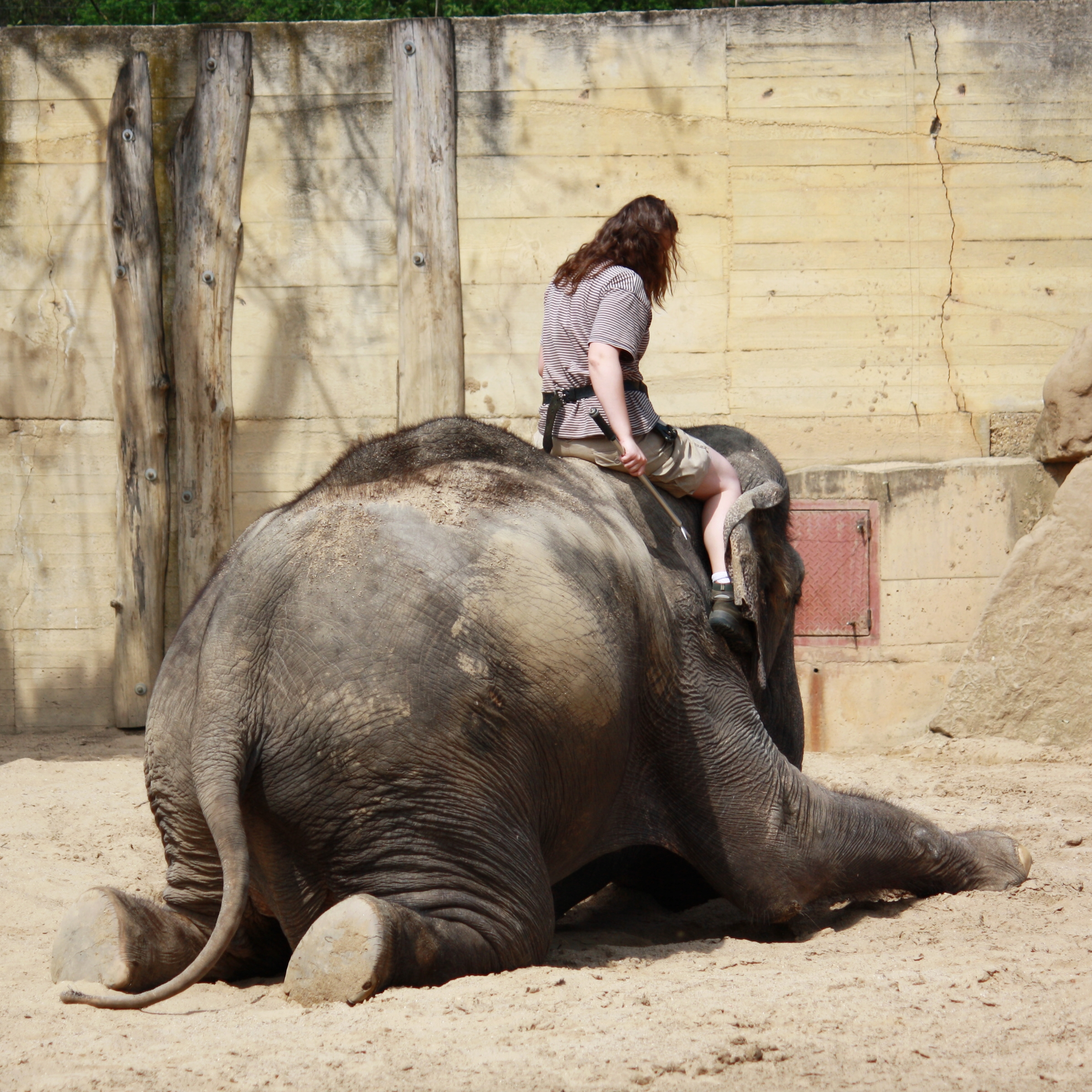
Một con voi đã được thuần dưỡng

Động vật này được thuần hóa rộng rãi và được sử dụng trong ngành lâm nghiệp ở
Đông Nam Á trong nhiều thế kỷ qua. Voi hoang thu hút khách du lịch nhưng đối với ruộng vườn ven rừng chúng là loài phá hoại, thường vào các thôn làng làm thiệt hại hoa màu. Voi đóng vai trò quan trọng trong văn hóa của khu vực Nam Á và Đông Nam Á. Chúng xuất hiện trong các câu truyện thần thoại ở Jataka và Panchatantra. Trong tôn giáo, chúng có vai trò thiêng liêng và nhiều đền thờ có thờ các tượng voi. Trong đạo Hindu, đầu của thần Ganesha là một chiếc đầu voi. Chúng được trang điểm đẹp đẽ để sử dụng trong các đám rước lớn ở Kerala. Trước đây chúng cũng được sử dụng trong chiến tranh như những đội tượng binh ở Ấn Độ, Việt Nam v.v.

## Nguy hiểm do voi
Động vật với kích thước như thế tiềm ẩn những nguy hiểm cho con người. Cần phải cẩn thận khi đi dạo hay lái xe trong đêm hoặc chiều muộn ở những khu vực mà voi hoang hay xuất hiện. Cụ thể, nên tránh những va chạm hay tiếp xúc với voi đực trưởng thành hay voi cái đang nuôi con nhỏ. Trong số các mối nguy hiểm nhất là voi độc. Chúng là những con voi sống riêng lẻ và rất hiếu chiến. Khi gặp chúng nên chạy theo đường dích dắc vì chúng có thể chạy với tốc độ lên tới 50 km/h theo đường thẳng nhưng khó xoay trở khi chạy ngoằn ngoèo.